# Ка Макинета (Венеција)
Ка Макинета (итал. Ca' Macchinetta) је насеље у Италији у округу Венеција, региону Венето.
Према процени из 2011. у насељу је живело 15 становника. Насеље се налази на надморској висини од -2 м.